# Conduit (musique)
Pour les articles homonymes, voir Conduit.

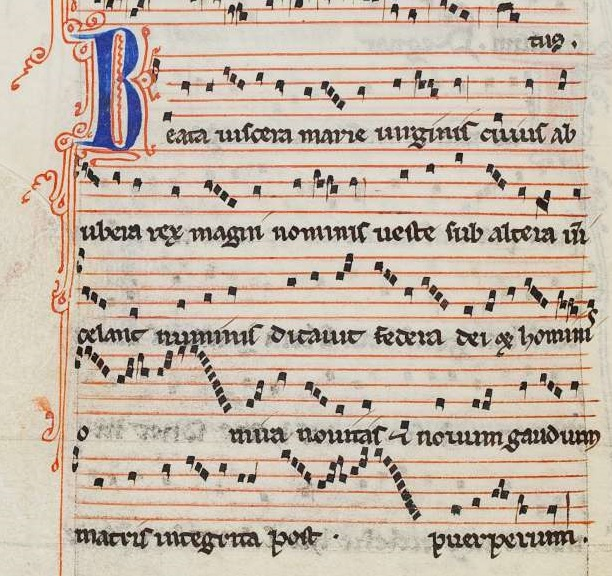
Exemple de conduit latin.

Dans la musique médiévale, le conduit est un chant latin, sur un texte à caractère généralement paraliturgique, ou simplement moralisateur. Il s'agit en fait d'un chant de « conduite », essentiellement en vogue aux XIIe et XIIIe siècles. Les musiciens de l'École de Notre-Dame (Léonin, Pérotin, etc.) ont écrit un certain nombre de conduits.

## Technique
Le conduit peut être écrit à une ou plusieurs voix. Dans cette seconde hypothèse, il s'apparente à l'organum parallèle ou au déchant, mais il se distingue de ces deux procédés par sa mélodie principale — vox principalis, ou cantus firmus, ou ténor — qui est presque toujours une composition originale aussi bien du point de vue de la musique que de celui du texte latin, tandis que l'organum et le déchant reposent sur l'amplification d'une mélodie préexistante, tirée du plain-chant. La musique du conduit est dite homophone, c'est-à-dire que les différentes voix ont le même texte et le même rythme, note contre note.
Avec le déchant, le conduit constitue un premier pas vers une plus grande inventivité, et permet au musicien de se démarquer un peu du conservatisme du répertoire liturgique traditionnel — le chant grégorien — qui n'autorisait aucune créativité musicale. Au XIIIe siècle, le conduit tout comme l'organum devient de plus en plus ornementé (voir organum fleuri). L'évolution et l'autonomisation des clausules de ces œuvres (organums et conduits) donnera naissance à un nouveau genre, le motet.